# Timo Barthel
Timo Barthel (* 3. April 1996 in Würselen) ist ein deutscher Wasserspringer, der internationale Erfolge vom 10-m-Turm und 3-m-Brett aufweist.

## Karriere
2015 und 2017 gewann er die Deutschen Meisterschaften im Springen und war Teil der erweiterten Auswahl für die Olympischen Sommerspiele 2016, konnte sich jedoch keinen Platz in der Endausscheidung sichern. Sein Partner beim Synchronlauf bei den Deutschen Meisterschaften 2017 war Florian Fandler.

## Erfolge
Timo Barthel gewann bei den Schwimmeuropameisterschaften 2020 in Budapest, die aufgrund der COVID-19-Pandemie erst ein Jahr später veranstaltet wurden, zusammen mit Patrick Hausding Bronze im 10-Meter-Synchronspringen.
Im Jahr 2022 gewann Barthel bei den Weltmeisterschaften in Budapest zusammen mit Lars Rüdiger Bronze im 3-Meter-Synchronspringen. Im Jahr 2023 gewann er bei den Europaspielen im polnischen Rzeszów die Goldmedaille vom 10-m-Turm. 